# Кузьмин, Илья Васильевич
Илья́ Васи́льевич Кузьми́н (12 октября 1922, Николаевка, Уфимский кантон, Башкирская АССР, РСФСР) ― советский юрист, военный прокурор, преподаватель. Заслуженный юрист РСФСР (1977). Участник Великой Отечественной войны. Член ВКП(б).

## Биография
Родился 12 октября 1922 года в деревне Николаевка ныне Аургазинского района Башкортостана.
В ноябре 1941 года призван в РККА из башкирского города Баймака. Участник Великой Отечественной войны: окончил лётное училище, затем ― Ленинградское артиллерийское техническое училище, старший техник-лейтенант. В составе 57 гвардейского пулемётного батальона воевал на Калининском и Воронежском фронте, участвовал в освобождении города Великие Луки. Дошёл до Берлина. Награждён орденом Отечественной войны II степени и медалями, в том числе медалью «За боевые заслуги».
В 1955 году окончил Военную юридическую академию.
До 1978 года служил военным прокурором в Рязани, Якутске, Бобруйске (Белоруссия), Казани, а также в ГДР. В июне 1978 года ушёл в отставку в должности полковника юстиции.
В 1978―1980 годах ― помощник прокурора Марийской АССР. С 1981 года ― преподаватель Марийского педагогического института имени Н. К. Крупской, с 1991 года ― преподаватель Марийского института образования, с 1996 года ― филиала Московского открытого социального университета в Йошкар-Оле, доцент. 
В 1977 году ему присвоено почётное звание «Заслуженный юрист РСФСР». Награждён медалями.
Является автором книги «Главная военная прокуратура».
В настоящее время проживает в городе Йошкар-Оле ― столице Марий Эл. 

## Звания и награды

### Трудовые
- Заслуженный юрист РСФСР (1977)[1][2]
- Медаль «За доблестный труд. В ознаменование 100-летия со дня рождения Владимира Ильича Ленина» (1970)[1][2]

### Боевые
- Орден Отечественной войны II степени (06.04.1985)[1][2]
- Медаль «За боевые заслуги» (19.11.1951)[1]
- Медаль «За победу над Германией в Великой Отечественной войне 1941—1945 гг.» (09.05.1945)